# Football Alliance 1889-1890
La Football Alliance 1889–90 fu la prima stagione della Football Alliance, un campionato calcistico fondato in Inghilterra come alternativa alla First Division. La proposta di espandere la First Division a 24 squadre è stata respinta, quindi è stata costituita una nuova lega per soddisfare gli esclusi. Dodici squadre furono accettate a partecipare, lo stesso numero della First Division.
Il sistema di punteggio era: due punti per la vittoria e un punto per il pareggio, ogni squadra ha giocato contro tutte le altre squadre in match di andata e ritorno. Il campionato è stato vinto dallo Sheffield Wednesday, i Long Eaton Rangers hanno concluso la stagione ultimi e si sono ritirati dalla Football Alliance per unirsi alla Midland Football League.

## Squadre Partecipanti
| Squadra                | Città      | Stadio                      | Capienza Stadio |
| ---------------------- | ---------- | --------------------------- | --------------- |
| Birmingham St George's | Birmingham | Cape Hill                   |                 |
| Bootle                 | Bootle     | Hawthorne Road              |                 |
| Crewe Alexandra        | Crewe      | Alexandra Recreation Ground |                 |
| Darwen                 | Darwen     | Barley Bank                 | 12,500          |
| Grimsby Town           | Grimsby    | Abbey Park                  | 10,000          |
| Newton Heath           | Manchester | North Road                  | 12,000          |
| Nottingham Forest      | Nottingham | Gregory Ground              |                 |
| Small Heath            | Birmingham | Coventry Road               |                 |
| Sunderland Albion      | Sunderland | Blue House Field            |                 |
| Walsall Town Swifts    | Walsall    | The Chuckery                |                 |
| Wednesday              | Sheffield  | Olive Grove                 |                 |
| Long Eaton Rangers     | Long Eaton | Recreation Ground           |                 |

## Classifica Finale
| Pos. | Squadra                | Pt | G  | V  | N | P  | GF | GS |
| ---- | ---------------------- | -- | -- | -- | - | -- | -- | -- |
| 1.   | Wednesday              | 32 | 22 | 15 | 2 | 5  | 70 | 39 |
| 2.   | Bootle                 | 28 | 22 | 13 | 2 | 7  | 66 | 39 |
| 3.   | Sunderland Albion      | 28 | 22 | 13 | 2 | 7  | 64 | 39 |
| 4.   | Grimsby Town           | 26 | 22 | 12 | 2 | 8  | 58 | 47 |
| 5.   | Crewe Alexandra        | 24 | 22 | 11 | 2 | 9  | 68 | 59 |
| 6.   | Darwen                 | 22 | 22 | 10 | 2 | 10 | 70 | 75 |
| 7.   | Birmingham St George's | 21 | 22 | 9  | 3 | 9  | 62 | 49 |
| 8.   | Newton Heath           | 20 | 22 | 9  | 2 | 11 | 40 | 44 |
| 9.   | Walsall Town Swifts    | 19 | 22 | 8  | 3 | 11 | 44 | 59 |
| 10.  | Small Heath            | 17 | 22 | 6  | 5 | 11 | 44 | 67 |
| 11.  | Nottingham Forest      | 17 | 22 | 6  | 5 | 11 | 31 | 62 |
| 12.  | Long Eaton Rangers     | 10 | 22 | 4  | 2 | 16 | 35 | 73 |

## Risultati

### Tabellone
| Squadra Casa/Trasferta | BSG | BOO | CRE | DRW | GRI | LER | NWH | NOT  | SMH | SUA | WAL | WED |
| ---------------------- | --- | --- | --- | --- | --- | --- | --- | ---- | --- | --- | --- | --- |
| Birmingham St George's |     | 5–1 | 2–0 | 4–4 | 3–3 | 2–1 | 5–1 | 1–3  | 4–1 | –   | 5–3 | 0–2 |
| Bootle                 | 5–1 |     | 6–1 | 7–1 | 2–1 | 5–0 | 4–1 | 2–0  | 6–0 | 3–1 | 5–1 | 4–1 |
| Crewe Alexandra        | 4–2 | 7–3 |     | 3–5 | 6–0 | 7–4 | 2–2 | 1–1  | 6–2 | 2–5 | 2–3 | 2–0 |
| Darwen                 | 3–7 | 3–1 | 3–2 |     | 3–0 | 3–5 | 4–1 | 9–0  | 4–2 | 4–4 | 6–3 | 4–3 |
| Grimsby Town           | 5–4 | 3–2 | 3–1 | 7–3 |     | 4–1 | 7–0 | 4–0  | 4–0 | 1–2 | 4–0 | 0–4 |
| Long Eaton Rangers     | 1–5 | 2–3 | 1–4 | 1–2 | 2–3 |     | 0–3 | 5–3  | 0–2 | 1–1 | 3–2 | 2–0 |
| Newton Heath LYR       | 2–1 | 3–0 | 1–2 | 2–1 | 0–1 | 3–0 |     | 0–1  | 9–1 | 4–1 | 2–1 | 1–2 |
| Nottingham Forest      | 2–2 | 2–2 | 2–5 | 3–1 | 1–2 | 1–1 | 1–3 |      | 0–0 | 3–1 | 3–0 | 1–3 |
| Small Heath            | 3–2 | 2–2 | 0–2 | 6–2 | 3–1 | 3–1 | 1–1 | 12–0 |     | 1–3 | 0–2 | 2–2 |
| Sunderland Albion      | 3–1 | 1–2 | 5–1 | 5–1 | 4–0 | 5–2 | 2–0 | 4–0  | 6–1 |     | 6–2 | 2–3 |
| Walsall Town Swifts    | 2–1 | 1–0 | 3–4 | 5–3 | 2–2 | 3–1 | 4–0 | 1–3  | 1–1 | 3–2 |     | 2–2 |
| Wednesday              | 0–5 | 2–1 | 6–4 | 4–1 | 4–3 | 9–1 | 3–1 | 3–1  | 9–1 | 4–1 | 4–0 |     |

## Il processo elettorale della Football League
Alla riunione elettorale della Football League non è stato preso alcun voto, ma è stato concordato che Burnley e Notts County fossero rieletti nella Football League e che Sunderland fosse eletto per unirsi alla League al posto di Stoke, che avrebbe giocato nella Football Alliance il stagione successiva.
Le richieste di adesione alla Lega delle squadre della Football Alliance Bootle 6, Darwen, Grimsby Town, Newton Heath e Sunderland Albion sono state respinte.